# Riki Harakawa
Riki Harakawa (født 18. august 1993) er en japansk fodboldspiller. Han var en del af den japanske trup ved Sommer-OL 2016.